# Héctor Castro
Héctor Castro, urugvajski nogometaš in trener, * 29. november 1904, Montevideo, Urugvaj, † 15. september 1960, Montevideo.
Pri 13 letih si je ponesreči amputiral desno podlaht. 
Zadel je prvi gol za Urugvaj na svetovnem prvenstvu v nogometu (leta 1930).